# 이온 루카 카라지알레
이온 루카 카라지알레(루마니아어: Ion Luca Caragiale, 1852년 2월 13일 ~ 1912년 7월 9일)는 루마니아의 작가이다.
그는 1852년 1월 30일 프라호바(Prahova) 주의 하이마날레(Haimanale) 마을(현재 이 마을의 이름은 ‘이온 루카 카라지알레’로 바뀌었다.)에서 태어났다. 아버지는 루카 슈테판 카라지알리(Luca Stefan Caragiali)이며 어머니는 브라쇼브 상인의 딸인 에카테리나(Ecaterina)이다.
초등학교(1∼4학년)는 플로이에슈티에 있는 공국국립초등학교를 다녔다. 중등학교(5∼8학년)는 성 베드로와 바울 중학교를 다녔다. 1868년에서 1870년까지는 부쿠레슈티에 있는 연극학교에서 웅변과 마임을 공부했다. 이때 카라지알레를 가르친 사람은 당시 루마니아 연극계에서 영향력이 있었던 이름 있는 희극 작가 코스타케 카라지알리(Costache Caragiali)로 이온 루카 카라지알레의 삼촌이었다.
1870년에 아버지가 돌아가시자 부쿠레슈티로 이사한 카라지알레는 생활고를 해결하기 위하여 여러 가지 직업을 전전한다. 무대 뒤에서 배우에게 대사를 불러주는 프롬프터, 법원의 서기, 출판 교정원, 신문기자 등의 일을 하다가 1878년부터 드디어 작가로 이름을 알리기 시작한다. 처음에는 외국의 희곡을 번역하는 일과 연극사를 기록하는 일을 하다가 자신의 작품을 쓰기 시작한다.
1878년에는 루마니아의 시성인 미하이 에미네스쿠의 도움으로 주니미시티(젊은 문학인(Junimea) 활동에 참여한 사람들)가 발행하는 신문인 〈시간(Timpul)〉의 편집자로 일하게 되며, 같은 해 자신의 첫 희극 작품인 《소란스러운 밤(O noapte furtunoasǎ)》을 이온 크레안거, 에미네스쿠, 티투 마이오레스쿠 등이 활동하는 문학잡지인 〈주니메아(Junimea)〉를 통해 발표한다. 이후에 《반혁명에 직면한 레오니다 양반(Conu Leonida fat̡a cu react̡iunea, 1880)》, 《잃어버린 편지(O scrisoare pier- dutǎ, 1884)》, 《축제에서 벌어진 일(D-ale carnavalului, 1885)》을 연이어 발표한다.
1890년에 드라마 〈재난(Nǎpasta, 1890)〉을 집필한 후 희곡 집필은 중단하고 단편소설(nuvele), 콩트(schit̡e), 이야기(povestiri) 등을 발표한다. 1891년 단편집 ≪순간들(Momente)≫을 발간하고 1908년에는 단편소설 모음인 ≪소설집(Nuvele)≫과 이야기 모음인 ≪이야기들(Povestiri)≫을 발표한다.
1905년에 집안 유산을 상속받아 경제적인 부담감이 없어지자, 카라지알레는 고국 루마니아를 떠나 가족과 함께 베를린으로 이주하였다. 그러나 문학 동료들과 서신을 통해 계속 연락을 주고받거나, 루마니아의 신문들에 글을 계속 기고하는 등 고국과의 관계를 유지하였다.
1912년 6월 8일 밤, 카라지알레는 독일 베를린에서 삶을 마감했다. 시신은 고국으로 돌아가 부쿠레슈티의 벨루 국립묘지(Cimitirul Bellu) 미하이 에미네스쿠의 묘지 옆에 안치되었다.